# Dave Trottier
David „Dave“ Trottier (25. června 1906, Pembroke, Ontario – 13. listopadu 1956, Halifax, Nové Skotsko) byl kanadský hokejový útočník.
V roce 1928 byl členem Kanadského hokejového týmu, který získal zlatou medaili na zimních olympijských hrách.

## Statistiky

### Klubové statistiky
| Sezona     | Klub               | Soutěž     | Základní část | Základní část | Základní část | Základní část | Základní část | Play off | Play off | Play off | Play off | Play off |
| Sezona     | Klub               | Soutěž     | Z             | G             | A             | B             | TM            | Z        | G        | A        | B        | TM       |
| ---------- | ------------------ | ---------- | ------------- | ------------- | ------------- | ------------- | ------------- | -------- | -------- | -------- | -------- | -------- |
| 1928-29    | Montreal Maroons   | NHL        | 37            | 2             | 4             | 6             | 69            | —        | —        | —        | —        | —        |
| 1929-30    | Montreal Maroons   | NHL        | 41            | 17            | 10            | 27            | 73            | 4        | 0        | 2        | 2        | 8        |
| 1930-31    | Montreal Maroons   | NHL        | 43            | 9             | 8             | 17            | 58            | 2        | 0        | 0        | 0        | 6        |
| 1931-32    | Montreal Maroons   | NHL        | 48            | 26            | 18            | 44            | 94            | 4        | 1        | 0        | 1        | 0        |
| 1932-33    | Montreal Maroons   | NHL        | 48            | 16            | 15            | 31            | 38            | 2        | 0        | 0        | 0        | 6        |
| 1933-34    | Montreal Maroons   | NHL        | 48            | 9             | 17            | 26            | 47            | 4        | 0        | 0        | 0        | 6        |
| 1934-35    | Montreal Maroons   | NHL        | 34            | 10            | 9             | 19            | 22            | 7        | 2        | 1        | 3        | 4        |
| 1935-36    | Montreal Maroons   | NHL        | 46            | 10            | 10            | 20            | 25            | 3        | 0        | 0        | 0        | 4        |
| 1936-37    | Montreal Maroons   | NHL        | 43            | 12            | 11            | 23            | 33            | 5        | 1        | 0        | 1        | 5        |
| 1937-38    | Montreal Maroons   | NHL        | 47            | 9             | 10            | 19            | 42            | —        | —        | —        | —        | —        |
| 1938-39    | Detroit Red Wings  | NHL        | 11            | 1             | 1             | 2             | 16            | —        | —        | —        | —        | —        |
|            | Pittsburgh Hornets | IAHL       | 10            | 5             | 3             | 8             | 2             | —        | —        | —        | —        | —        |
| NHL celkem | NHL celkem         | NHL celkem | 446           | 121           | 113           | 234           | 517           | 31       | 4        | 3        | 7        | 39       |

### Reprezentační statistiky
| 1928 | Kanada | OH | 3 | 12 | 0 | 12 | — |